# Mengtian (módulo da EET)
Mengtian (chinês tradicional: 梦天, lit. ‘Sonhando com o Paraíso’), é um dos módulos da Estação Espacial Tiangong. Será o segundo Laboratory Cabin Module lançado. Seu design foi especificamente desenvolvido para a realização de experimentos em seu interior e na sua superfície externa.

## Propósito

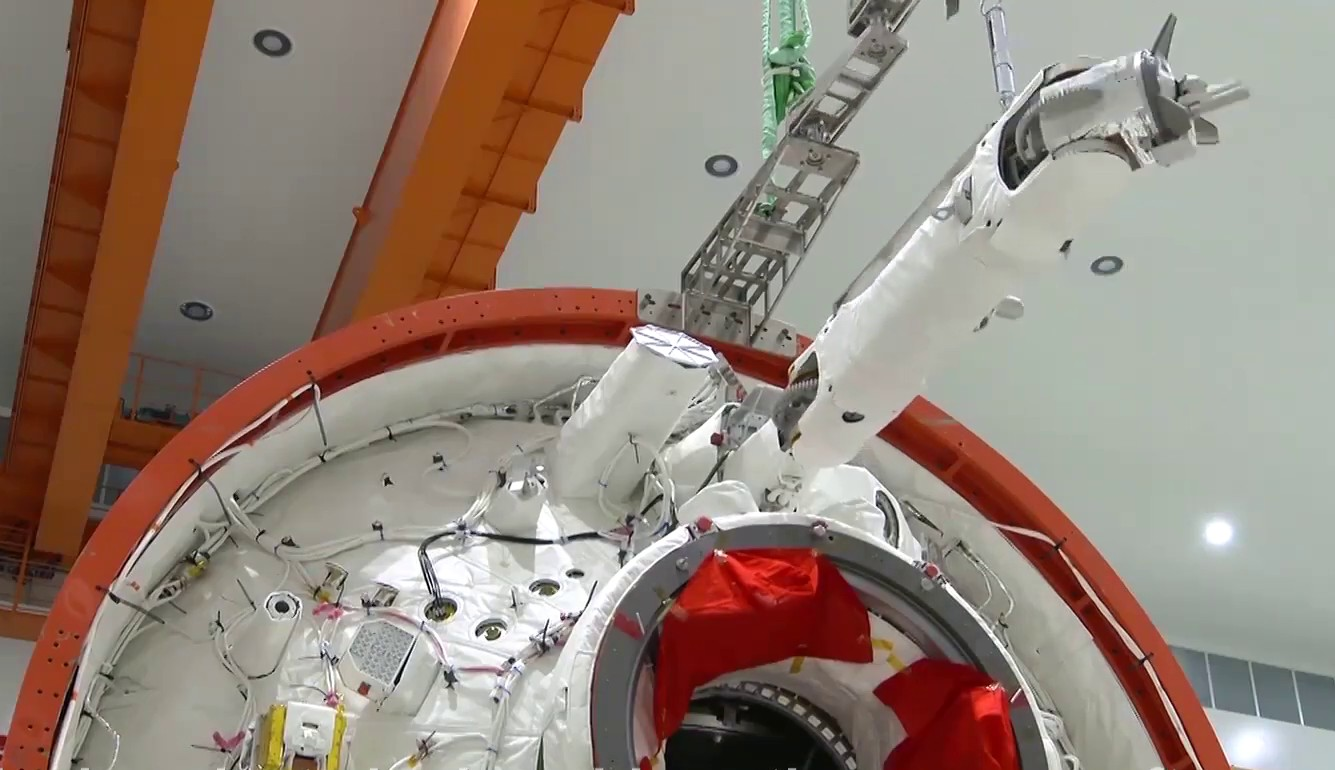
⠀⠀⠀⠀⠀⠀

A comporta axial do Mengtian terá equivalente de manobragem e acoplará com a comporta axial do Tianhe. Um braço mecânico chamado "Braço Robótico de Indexação" será usado para levar o módulo à comporta radial da Tianhe. Focará em experimentos com micro-gravidade.

## Lançamento
O lançamento ocorreu no dia 31 de outubro de 2022. Shenzhou 14 foi responsável pela instalação.